# Kliușnîkî (Mîkilske), Poltava
Kliușnîkî (în ucraineană Клюшники) este un sat în comuna Mîkilske din raionul Poltava, regiunea Poltava, Ucraina.

## Demografie
Componența lingvistică a localității Kliușnîkî
     Ucraineană (91,3%)
     Rusă (8,7%)
Conform recensământului din 2001, majoritatea populației localității Kliușnîkî era vorbitoare de ucraineană (91,3%), existând în minoritate și vorbitori de rusă (8,7%).